# Futsal do Brasil
O Futsal do Brasil é regido pela Confederação Brasileira de Futsal (CBFS).

## História

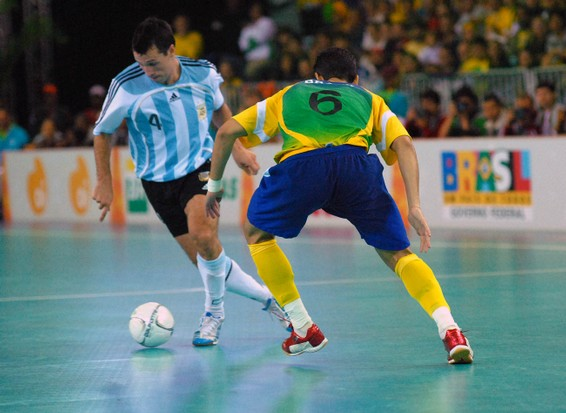
Brasil contra a Argentina na final dos Jogos Pan-Americanos de 2007.

O Futsal foi desenvolvido no Brasil e no Uruguai na mesma época, em 1934 no Uruguai e na década de 1940 no Brasil. No Brasil, o esporte foi desenvolvido pela Associação Cristã de Moços(ACM) de São Paulo, devido à falta de campos de futebol disponíveis. Quadras de basquetebol e hóquei eram usadas para praticar o esporte.
Na década de 1950 as primeiras federações de futsal de estados foram fundadas, começando com a Federação Metropolitana de Futebol de Salão do Rio de Janeiro, fundada em 28 de julho de 1954 e, atualmente, conhecida como Federação de Futebol de Salão do Estado do Rio de Janeiro, seguida pelas federações estaduais de Minas Gerais, também fundada em 1954, em São Paulo, em 1955, Ceará, Paraná, Rio Grande do Sul e Bahia, em 1956, e vários outros nos anos seguintes.
Em 15 de junho de 1979 a Confederação Brasileira de Futsal foi fundada no Rio de Janeiro, após a Confederação Brasileira de Desportos (CBD), que foi a responsável pela administração de diversos esportes. Em 27 de agosto daquele ano, Aécio de Borba Vasconcelos foi eleito como primeiro presidente da organização, e Fortaleza foi escolhida como sede.
O Futsal é praticado pela maioria das crianças no Brasil, em algum momento. Ele combina o jogo rápido e talento individual, que é típico do futebol brasileiro. Muitos jogadores do futebol profissional do Brasil começaram jogando futsal. Talvez os mais notáveis deles sejam Ronaldo, Neymar e Robinho.

## Seleção Brasileira
A Seleção Brasileira de Futsal é muito bem sucedida no esporte, tendo vários títulos importantes conquistados, como a Copa do Mundo de Futsal da FIFA, a Copa América de Futsal, o Grand Prix de Futsal e o Mundialito de Futsal. O Brasil também venceu a primeira edição do esporte nos Jogos Pan-Americanos de 2007.

## Competições nacionais
Há duas competições nacionais que são a Liga Futsal, e a Taça Brasil de Futsal. A Liga Futsal iniciou no ano de 1996, enquanto Taça Brasil de Futsal é a mais antiga competição de futsal nacional no Brasil, que iniciou em 1968. Além disso, cada federação estadual organiza o seu próprio campeonato estadual.